# Taeromys taerae
Taeromys taerae är en däggdjursart som först beskrevs av Henri Jacob Victor Sody 1932.  Taeromys taerae ingår i släktet Taeromys och familjen råttdjur. IUCN kategoriserar arten globalt som otillräckligt studerad. Inga underarter finns listade i Catalogue of Life.
Arten är bara känd från en mindre region på nordöstra Sulawesi. Individer hittades i ett kulligt område mellan 600 och 800 meter över havet. Gnagaren vistas i skogar.